# محوطه هاشم‌آباد ۲
محوطه هاشم‌آباد ۲ مربوط به هزاره سوم قبل از میلاد است و در شهرستان سرباز، بخش مرکزی، دهستان پارود، ۲ کیلومتری جنوب روستای هاشم‌آباد واقع شده و این اثر در تاریخ ۲۷ اسفند ۱۳۸۷ با شمارهٔ ثبت ۲۶۴۹۱ به‌عنوان یکی از آثار ملی ایران به ثبت رسیده است.